# Brita Olovsdotter (Tott)
Brita Olovsdotter Tott, (på danska Birgitte Olufsdatter Tott) född okänt år, död efter den 3 mars år 1498, var en dansk och svensk adelsdam, länsman och godsägare. Hon blev känd som förfalskare och senare dömd för förräderi och förfalskning. Hon kallades Frun på Hammersta efter sin och makens egendom i Södermanland.

## Bakgrund
Brita Olovsdotter var dotter till den danske riddaren Olof Axelsson Tott och Karen Jensdotter Falk. De tillhörde en av Nordens mest politiskt inflytelserika adelsfamiljer. Olovsdotter gifte sig 1442 med den svenske riddaren Ehrengisle Nilsson d. y. Natt och Dag av Hammerstaätten.

## Förräderi

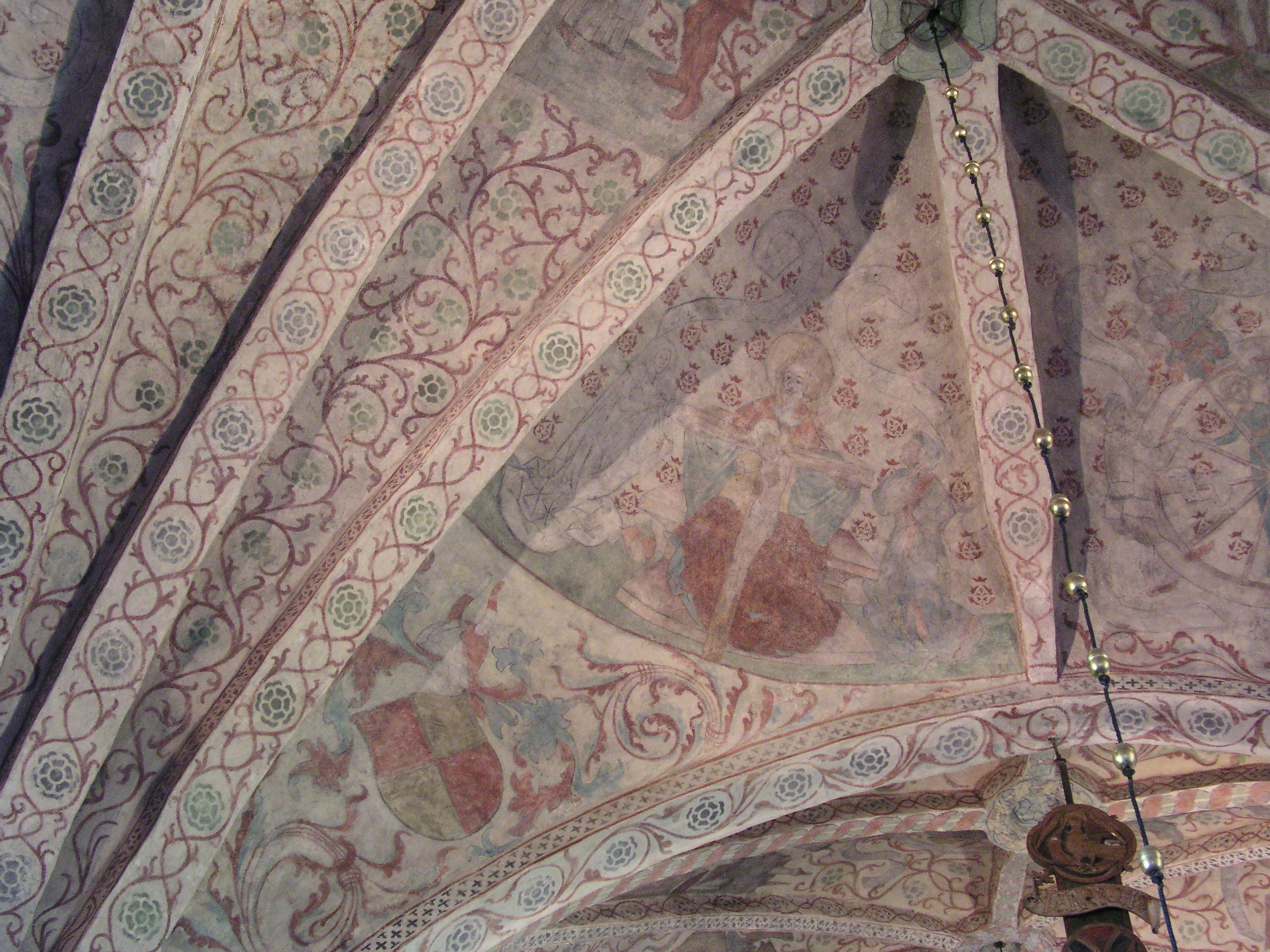
”Nådastolen” (Ösmo kyrka). Gud Fader håller korset med Kristus. En duva, Helige Ande, sänker sig över Kristi huvud. På ömse sidor de båda donatorerna. Till höger riddaren Erengisle Nilsson (Hammerstaätten). Till vänster hans hustru Brita Olovsdotter Tott, i veckad vit dräkt med Tott-vapnet målat på klänningsfållen.

Under kriget mellan Danmark och Sverige 1451-53 var Brita inblandad i stämplingar mot Karl Knutsson och det sägs att hon då även underrättade danskarna om svenska, militära positioner. För detta ställdes hon inför rätta vid herredagen i Stockholm år 1452 och dömdes att brännas på bål för högförräderi. Straffet omvandlades sedan till att bli inmurad levande i Kalmar. Inte heller detta straff förverkligades och hon tillbringade i stället en tid vid Kalmar nunnekloster. Som botgöring sägs hon ha bekostat muralmålningar utförda av Albert målare och hans medhjälpare i Ösmo kyrka. På en av dessa är hon själv avbildad klädd i vit skrud då hon knäböjande ber Gud och Jesus om nåd och förlåtelse. I takvalven återfinns hennes ätts och hennes makes vapensköldar. Något belägg på att målningarna skulle vara gjorda som botgöring finns dock inte. I målningarna framställs Brita och hennes man knäfallande enligt det mönster donatorer alltid avbildas i valvmålningar av det här slaget.

## Påståenden om förfalskning
Brita Olovsdotter förfalskade sigill enligt sentida legender. Det sägs att hon skaffade sig egendomen Hammersta genom att förfalska sigill efter både levande och döda. Hennes då avlidne makes sekreterare beordrades att kasta dessa, jämte andra sigill i Hammerstaån som rann utanför borgen.
Bakom myterna verkar sanningen vara att Brita Olovsdotter i september 1470, efter att hennes man Erengisle Nilsson avlidit 7 januari 1469 ställdes inför kunglig rätt angående arvet av Hammerstad med ett tjugotal underlydande gårdar. Brita uppvisade då ett morgongåvebrev från 1442 undertecknat av maken, och vidare ett bekräftelsebrev av honom från 1467 samt ytterligare ett odaterat brev som bekräftade morgongåvan. Styvdöttrarnas företrädare, Erengisle Gädda, gift med den ena av styvdättrarna, menade att morgongåvebrevet inte var giltigt, då det utfärdats i Danmark och därför inte kunde anses gälla i Sverige. Kungliga rådet kom dock att godkänna morgongåvebrevet. 1472 drev Ergengisle Gädda saken till åtal på nytt. Denna gång hävdades att morgongåvebrevet skulle vara en förfalskning. Som vittne användes skrivare Jep Pedersson, som framlade ett brev där han vittnade att han utfört förfalskningarna under den tid han varit i Brita Olovsdotters tjänst. Brita, å sin sida, hävdade att Jep Pedersson fått avsked för att ha kommit i konflikt med henne och att han dessutom numera var anställd hos Erengisle Gädda. Rådhusrätten lät granska brevet och kunde inte hitta något som tydde på att brevet skulle vara förfalskat och dömde därför åter till Britas förmån. 1479 trädde dock Erengisle Nilssons döttrar ännu en gång inför rätten angående morgongåvan. Erengisle Gädda var nu död, och hans änka hade gift om sig med en kusin till Brita, Jörgen Åkesson (Tott), som den här gången var arvingarnas företrädare. Denna gång framlades ett nytt morgongåvebrev utfärdat 1446, som menades vara det rätta. Enligt arvingarnas fordran skulle detta morgongåvebrev ha utfärdats med förbehållet att gårdarna av arvingarna skulle få återlösas mot 200 nobler (något som dock aldrig nämndes i själva morgongåvebrevet). 1484 dömdes slutligen till Erengisle Nilssons arvingars fördel, och dessa erhöll rätt att inlösa godsen mot 200 nobler. Då hade Brita dock redan 1475 donerat Hammersta till Uppsala domkyrka.
Carl Gustaf Styffe och andra 1800-talshistoriker bedömde morgongåvebrevet som en förfalskning och kallade Brita Olovsdotter den ränkfulla Brigitta. En mindre nationalromantisk historieskrivning under 1900-talet har bedömt saken annorlunda. Göran Rystad har visat att donationsbrevet med all sannolikhet var äkta, vilket idag är den vanliga uppfattningen.

## Jordägare och länsman
Brita blev änka år 1469 varmed hon inledde processerna mot sina styvbarn, som ifrågasatt hennes ägorätt till makens efterlämnade egendomar, och mot sin styvmor, som ifrågasatt hennes rätt till egendomen efter modern i Danmark. Hon understöddes av sina mäktiga farbröder, Axelssönerna, men då dessa drog tillbaka sitt stöd år 1475, reste hon till Danmark och fick hjälp av den danske kungen. Hon utnämndes 1484 till länsman på kronogodset Dronningeholm, en syssla hon skötte fram till år 1495 och hon återvände aldrig mer till Sverige.
År 1494-95 tvingades hon överlåta Hammersta till Sten Sture den äldre, trots att godset redan var testamenterat till Uppsala domkyrka. Hennes födelseår och levnadsår är okända, men hon var vid liv den 3 mars 1498.